# Всеобщие выборы в Уганде (2011)
Президентские и парламентские выборы прошли в Уганде 18 февраля 2011. Президентом был переизбран Йовери Мусевени.

## Предыстория
Нынешний Президент Уганды Йовери Мусевени пришел к власти в 1986 году в результате победы в гражданской войне. В 1995 году была принята конституция, дававшая право становиться президентом только два раза. Первые выборы Мусевени прошли в 1996, второй раз он был избран в 2001. В июне 2005 года парламент изменил конституцию, и поэтому Мусевени участвовал и победил на выборах в 2006.
Главный оппонент президента, лидер оппозиции Кизза Бесидже в 80х годах был союзником Мусевени и служил врачом в его армии. Однако затем он сам решил занять главный пост в стране. В 2001 и 2006 он проиграл Йовери Мусевени уже в первом туре. Выборы 2011 были для него уже третьей попыткой.

## Кандидаты
За президентский пост боролись восемь кандидатов:
- Йовери Мусевени (Национальное движение сопротивления);
- Кизза Бесидже (Форум за демократические перемены);
- Олара Отунну (Угандийский народный конгресс);
- Норберт Мао (Демократическая партия);
- Бетти Камья (Угандийский федеральный союз);
- Биданди Ссали (Народная прогрессивная партия), бывший государственный министр;
- Абед Буоника (Народная партия развития), участвует в выборах второй раз;
- Самуэль Лубега (Беспартийный).

На парламентских выборах каждая партия выставила следующее количество кандидатов:
«Национальное движение сопротивления» — 364 кандидата;
«Форум за демократические перемены» — 288 кандидатов;
«Угандийский народный конгресс» — 135 кандидатов;
«Демократическая партия» — 120 кандидатов;
«Угандийский федеральный союз» — 66 кандидатов;
«Народная прогрессивная партия» — 33 кандидата;
«Народная партия развития» — 18 кандидатов.

## Ход выборов
Участки открылись в пятницу, 18 февраля 2011 года, с опозданием, но в мирной и спокойной обстановке. Примерно 14 миллионов угандийцев имеют право голоса. Закрытие участков произошло в 5 часов по местному времени. Явка составила свыше 59 %. Оппозиция заявила, что не может верить государственной избирательной комиссии и что у них есть свои возможности подсчета голосов.

## Результаты выборов
Официальные результаты были объявлены в воскресенье, 20 февраля. По официальным результатам, Мусевени получил 68,38 % голосов, Кизза Бесидже — 26 %. Норберт Мао занял третье место с 1,86 %. Четвертое, пятое, шестое и седьмое места соответственно заняли Олара Отунну, Бетти Камья, Абед Буоника и Биданди Ссали. Беспартийный Самуэль Лубега, получив 0,41 %, стал восьмым.
Кизза Бесидже заявил, что не признает результаты выборов, так как они не отражают волю населения. Наблюдатели от Евросоюза признали, что нарушения на выборах имели место.

Избирательный процесс был омрачен административными и материально-техническими сбоями, которые можно было предотвратить. Эти сбои привели к тому, что большое количество граждан были лишены своих гражданских прав.
Оригинальный текст (англ.) The electoral process was marred by avoidable administrative and logistical failures, which led to an unacceptable number of Ugandan citizens being disenfranchised.

Также сообщалось о подкупе избирателей со стороны правящей партии деньгами или другими подарками.

### Президентские выборы
| Кандидат                   | Партия                                | Количество голосов | %       |
| -------------------------- | ------------------------------------- | ------------------ | ------- |
| Йовери Мусевени            | «Национальное движение сопротивления» | 5 428 368          | 68,38 % |
| Кизза Бесидже              | «Форум за демократические перемены»   | 2 064 963          | 26,01 % |
| Норберт Мао                | «Демократическая партия»              | 147 917            | 1,86 %  |
| Олара Отунну               | «Угандийский народный конгресс»       | 125 059            | 1,58 %  |
| Бетти Камья                | «Угандийский федеральный союз»        | 52 782             | 0,66 %  |
| Абед Буоника               | «Народная партия развития»            | 51 708             | 0,65 %  |
| Биданди Ссали              | «Народная прогрессивная партия»       | 34 688             | 0,44 %  |
| Самуэль Лубега             | Беспартийный                          | 32 726             | 0,41 %  |
| Недействительные бюллетени |                                       | 334 548            | 4,04 %  |

### Парламентские выборы
| Партия                                | Места, занятые по результатам прямого голосования | Представители женщин | Места, занятые по результатам непрямого голосования | Всего мест |
| ------------------------------------- | ------------------------------------------------- | -------------------- | --------------------------------------------------- | ---------- |
| «Национальное движение сопротивления» | 164                                               | 86                   | 13                                                  | 263        |
| «Форум за демократические перемены»   | 23                                                | 11                   | -                                                   | 34         |
| «Демократическая партия»              | 11                                                | 1                    | -                                                   | 12         |
| «Угандийский народный конгресс»       | 7                                                 | 3                    | -                                                   | 10         |
| «Консервативная партия»               | 1                                                 | -                    | -                                                   | 1          |
| «Форум за справедливость»             | 1                                                 | -                    | -                                                   | 1          |
| Независимые                           | 30                                                | 11                   | 2                                                   | 43         |
| Представители национальной армии      | -                                                 | -                    | 10                                                  | 10         |

Мандаты, избираемые непрямыми выборами, зарезервированы для представителей: молодежи (5), армии (10), людей с ограниченными возможностями (5), рабочих (5).

## После выборов
Кизза Бесидже предупредил, что за фальсификацию выборов события в стране могут пойти по египетскому сценарию. И действительно, в стране прошли несколько массовых акций не только против результатов выборов, но и против роста цен на продукты и топливо. Правительство разгоняло бастующих с помощью силы, на что последовала реакция ООН. Одна из таких акций прошла 12 мая, в день инаугурации Йовери Мусевени. Власти не хотели, чтобы в этот день оппозиция проводила свои митинги. Полиция применила слезоточивый газ, сообщалось о столкновениях демонстрантов с полицией.